# کنگو (فیلم)
کنگو (به انگلیسی: Congo) فیلمی محصول سال ۱۹۹۵ و به کارگردانی فرانک مارشال است. در این فیلم بازیگرانی همچون لورا لینی، دیلن والش، ارنی هادسون، گرانت هسلو، جو دان بیکر، تیم کوری، ماری الن ترینور، استوارت پنکین، رومی روزمونت، جیمز کارن، جان هاکس، پیتر جیسون، جیمی بافت، کوین گرویوکس، بروس کمپبل، تیلور نیکولز، آدواله آکینویه آگباجه، جو پانتولیانو و دلروی لیندو ایفای نقش کرده‌اند.